# Forquilhinha
Forquilhinha – miasto i gmina w Brazylii, w stanie Santa Catarina. Znajduje się w mezoregionie Sul Catarinense i mikroregionie Criciúma. 
Urodził się tutaj duchowny rzymskokatolicki ks. kardynał Paulo Evaristo Arns